# 姫路市議会
姫路市議会（ひめじしぎかい）は、兵庫県姫路市に設置されている地方議会である。

## 概要
- 定数：45人
- 任期：2023年5月1日 - 2027年4月30日
- 選挙区：市全体を1選挙区とする大選挙区制（単記非移譲式）
- 議長：三輪敏之（市民クラブ）
- 副議長：井川一善（自由民主党）

## 会派
| 会派名称           | 会派名称   | 議員名     | 議員名     | 議員名   | 議員名   | 所属党派            |
| ------------------ | ---------- | ---------- | ---------- | -------- | -------- | ------------------- |
| 公明党             |            | 西本眞造   | 川島淳良   | 白井義一 | 中西祥子 | 公明党              |
| 公明党             | 阿野れい子 | 前川藤枝   | 有馬剛朗   | 宮下和也 |          | 公明党              |
| 市民クラブ         |            | 阿山正人   | 常盤真功   | 山口悟   | 竹尾浩司 | 無所属 (旧民主党系) |
| 市民クラブ         | 駒田かすみ | 三輪敏之   | 八木隆次郎 | 蔭山敏明 |          | 無所属 (旧民主党系) |
| 自由民主党         |            | 竹中隆一   | 井川一善   | 石堂大輔 | 重田一政 | 自由民主党          |
| 自由民主党         | 高見千咲   | 仁野央子   | 石見和之   | 宮本吉秀 |          | 自由民主党          |
| 新生ひめじ         |            | 三和衛     | 井上太良   | 東影昭   | 萩原唯典 | 無所属              |
| 新生ひめじ         | 杉本博昭   |            |            |          |          | 無所属              |
| 日本維新の会       |            | 大西陽介   | 竹中由佳   | 下林崇史 | 三浦充博 | 日本維新の会        |
| 姫路無所属の会     |            | 妻鹿幸二   | 神頭敬介   | 嶋谷秀樹 |          | 無所属              |
| 改革無所属の会     |            | 牧野圭輔   | 塚本進介   | 坂本学   |          | 無所属              |
| 志政会             |            | 金内義和   | 西村しのぶ | 松岡廣幸 |          | 無所属              |
| 日本共産党議員団   |            | 谷川真由美 | 小田響子   |          |          | 日本共産党          |
| 刷新の会           |            | 岡部敦吏   |            |          |          | 無所属              |
| 002024年9月6日時点 |            |            |            |          |          |                     |

## 議員報酬等
| 役職   | 議員報酬        | 政務活動費     |
| ------ | --------------- | -------------- |
| 議長   | 月額 82万3000円 | 月額 8万5000円 |
| 副議長 | 月額 74万7000円 | 月額 8万5000円 |
| 議員   | 月額 68万5000円 | 月額 8万5000円 |

- 別途、年2回期末手当あり
- 政務活動費の残金は市に返還する義務がある
- 議員年金は2011年（平成23年）6月1日で廃止されている

## 運営

### 委員会
常任委員会として総務委員会、文教・子育て委員会、厚生委員会、経済観光委員会、建設委員会、予算決算委員会がある。

## 不祥事
- 市から空き瓶のリサイクル事業を委託された社会福祉法人五倫会の不法投棄をめぐる問題で、市議会は2010年6月8日、五倫会理事長の夫の灘隆彦に対する辞職勧告決議案を可決した[3]。灘の妻ら3人は2011年2月9日から10日にかけて廃棄物処理法違反容疑で逮捕された。

- 2015年、酒上太造は不倫相手の女性から「スナックのママをしている女と付き合っているのではないか」と三角関係を追及されたため、同年4月30日、姫路市広畑区内の路上でスナックをママを交えて3人で会った。女性は酒上に突き飛ばされ、全治一週間の傷を負い、5月15日に警察に被害届を提出した。さらに同月28日、市議会に酒上の謝罪と辞職を求める陳情書を提出した。6月16日、酒上は釈明のために緊急記者会見を開き、前年5月に女性から妊娠したことを知らされた際に中絶を懇願したことや、出産までにかかる費用として女性に300万円を支払ったことなどを明かした。会見直後から、市議会事務局に電話やメールで300件あまりの抗議や苦情が寄せられた。6月25日、市議会は酒上に対する辞職勧告決議案を全会一致で可決。8月3日、酒上は傷害の疑いで書類送検された[4]。
- 自由民主党・無所属の会所属の井川一善が、2019年12月20日開催の議会運営委員会を「病院で検査を受診する」との理由で欠席。実際は検査受診ではなく、同居する女性などとタイへ渡航していたことが発覚した[5][6][7]。また、井川は委員会を同僚の議員に出席させ虚偽の報告をしていた[5][6][7]。この問題で、井川は責任を取り姫路市の監査委員と自由民主党・無所属の会の幹事長を辞任したが[7]、議員辞職は会見で否定した[7]。
- 松岡廣幸（創政会）が2018年と19年に不当な要求を市職員に行っていたと、市職員倫理審査会（会長=荒川雅行・関西学院大学大学院教授）からの答申を受け、清元秀泰市長が2回の不当要求を認定した。18年5月に、担当課長ら9人を議会応接室に呼び出し「1回ぐらい休んでもうたらええとちゃうの」などと言い、特定の業者を入札から外すよう求めた。19年6月には、公園のフェンスかさ上げについて担当部長ら3人の前で机をたたくなどの不満を示し、別の日に「人事課長に言うて換えてくれ、秋に、そんなできの悪いやつ」「顔見んのもけったくそ悪いわ」と担当の職員の異動を求めた[8]。2022年2月、市は松岡を威力業務妨害の疑いで刑事告訴した[9]。同年4月、兵庫県警察が威力業務妨害の疑いで松岡を書類送検したことがわかった[10]。同月28日、神戸地方検察庁は、松岡を不起訴処分（嫌疑不十分）とした[11]。